# Джон Реджіс
Джон Реджіс  (англ. John Regis, 13 жовтня 1966) — британський легкоатлет, олімпійський медаліст.

## Виступи на Олімпіадах
| Олімпіада      | Дисципліна              | Місце     |
| -------------- | ----------------------- | --------- |
| Сеул 1988      | біг на 100 метрів       | 4 h6 r1/4 |
| Сеул 1988      | біг на 200 метрів       | 7 h1 r3/4 |
| Сеул 1988      | естафета 4 x 100 метрів | 2         |
| Барселона 1992 | біг на 200 метрів       | 6         |
| Барселона 1992 | естафета 4 x 100 метрів | 4         |
| Барселона 1992 | естафета 4 x 400 метрів | 3         |
| Атланта 1996   | біг на 200 метрів       | 6 h1 r3/4 |